# René Rosager Dinesen
René Rosager Dinesen (født 13. april 1971) er en dansk diplomat, der siden den 1. september 2022 har været Danmarks ambassadør til Storbritannien.

## Karriere
Inden sin ankomst i London var han ambassadør i Østrig og fast repræsentant for OSCE og FN i Wien. Bosat i Wien var han også akkrediteret som dansk ambassadør i Slovenien, Slovakiet, Albanien og Kosovo. Tidligere i sin karriere har René Dinesen også tjent som ambassadør i Sydafrika. Bosat i Pretoria var han akkrediteret som dansk ambassadør i Angola, Botswana, Demokratiske Republik Congo, Eswatini, Lesotho, Madagaskar, Namibia og Ækvatorialguinea. Han har også været dansk ambassadør i Afghanistan samt stedfortrædende fast repræsentant ved den danske FN-mission i New York og tidligere arbejdet som souschef på ambassaden i Rumænien. Derudover har han også haft flere ledende stillinger i Udenrigsministeriet, senest som centerchef fra 2016 til 2018 og før det som kontorchef for strategi og policy planlægning. Tidligere har han også været ministersekretær for den forhenværende udenrigsminister Per Stig Møller.
I 2015 blev han den første administrerende direktør for en ny international filantropisk fond, KP Foundation, der arbejder med emner som klimaforandringer og bæredygtig økonomi.
René Dinesen har forelæst på adskillige amerikanske universiteter og er censor i statskundskab og international politik ved Københavns Universitet, Syddansk Universitet og Aarhus Universitet.

## Uddannelse
Han har en BA og en MA i Statskundskab og Internationale Relationer fra Københavns Universitet.

## Privat
Han er gift med Camilla Follin Dinesen og har to døtre.

## Udmærkelser
- Ridder af 1. grad af Dannebrog.[5]
- Storkors 1. Det østrigske Ærestegn for Fortjenester[6]
- Ridder af første grad, den rumænske Nationalorden[6]